# Herrschaft Albeck

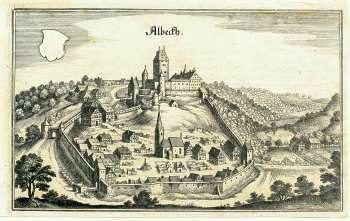
Albeck, Merianstich von 1643

Die Herrschaft Albeck mit Sitz auf Burg Albeck im heutigen Alb-Donau-Kreis gehörte zunächst den edelfreien Herren von Albeck und kam um 1230 bei deren Erlöschen an die Markgrafen von Burgau. 1293 kam im Erbgang die Herrschaft an die Grafen von Werdenberg (Linie Werdenberg-Albeck). Diese verkauften die Burg im Jahre 1381 mit der Herrschaft diesseits der Lone und 1385 den Rest an die Reichsstadt Ulm, bei der sie bis 1802 verblieb.
Ab dem 13. Jahrhundert gehörten Altheim und Öllingen zur Herrschaft Albeck.
Im Jahr 1803 gelangte die Herrschaft zunächst an das Kurfürstentum bzw. seit 1806 Königreich Bayern. 1810 wurde das Gebiet gemäß den Regelungen im Grenzvertrag von 1810 an das Königreich Württemberg abgetreten und als Oberamt Albeck eingerichtet. Im Jahr 1819 wurde es dem Oberamt Ulm angegliedert.